# دریاچه سویاتویه
دریاچه سویاتویه (روسی: Свя́тое о́зеро؛ IPA: [ˈsvʲɪtəjə ˈozʲɪrə]) یک دریاچه در استان مسکو کشور روسیه است.